# Solar Monitoring Observatory

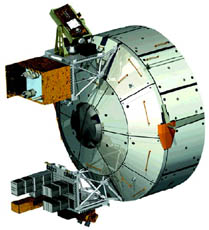
Il Solar Monitoring Observatory montato esternamento al modulo Columbus

Solar è stato un payload esterno del laboratorio spaziale Columbus il cui obiettivo scientifico era la misurazione dell'emissione solare (con un'accuratezza senza precedenti) per 18 mesi, con la possibilità di estenderne la durata a tre anni. I risultati delle misurazioni hanno ampliato le conoscenze sul sole e le stelle, per comprendere l'interazione tra il vento solare e l'atmosfera terrestre e per la modellizzazione, la chimica e la climatologia atmosferica.
Solar era costituito da una piattaforma mobile detta Coarse Pointing Device (CPD) puntante il Sole e compensando il movimento orbitale della Stazione spaziale internazionale, da una unità di controllo (CU) e da un sensore di Sole. Il puntamento era garantito da un sistema elettronico che gestiva automaticamente la rotazione della piattaforma lungo due assi. Sulla piattaforma erano posizionati i tre strumenti che effettuavano le misurazioni: Solspec, Sovim e Solaces.
Il lancio originariamente previsto per il 2003 è stato riprogrammato a seguito del disastro dello Space Shuttle Columbia. Il lancio è quindi avvenuto assieme a quello del modulo Columbus nel febbraio 2008 con la missione STS-122 del programma Space Shuttle. 
La missione di SOLAR si è conclusa nel 2017 con il guasto di tutti i suoi strumenti tranne uno. La mattina del 28 gennaio 2020, SOLAR è stato rimosso dal FRAM 1 al quale era collegato da quando era stato consegnato durante la STS 122. SOLAR è stato rilasciato dalla stazione il 3 febbraio 2020 e bruciato nell'atmosfera sopra l'Oceano Pacifico il 13 marzo 2020, ponendo fine ad una missione decennale trascorsa fotografando il sole.

## Solar e la ISS
Solar era integrato su un adattatore CEPA (Columbus External Payload Adapter) che ne ha consentito il montaggio in orbita sulla Zenith Position della CEPF (Columbus External Payload Facility); il trasferimento dalla Cargo Bay dello Shuttle ed il montaggio sono avvenute durante la terza attività extraveicolare della missione STS-122 che l'ha portato in orbita.

## Strumenti scientifici
- Solaces (Germania) - SOLar AutoCalibrating Extreme UV Spectrometer[7]
- Solspec (Francia e Belgio) - SOLar SPECtral irradiance measurements
- Sovim (Svizzera) - Solar Variability and Irradiance Monitor[4]